# Musée régional de Vaudreuil-Soulanges
Le Musée régional de Vaudreuil-Soulanges est un musée d'histoire et d'art dans la région de Vaudreuil-Soulanges, une municipalité régionale de comté (MRC) du Québec. Il a pour mission de préserver et de mettre en valeur des objets de caractère historique, artistique, religieux et sociologique dans Vaudreuil-Soulanges, des débuts de la colonisation à nos jours.

## Historique

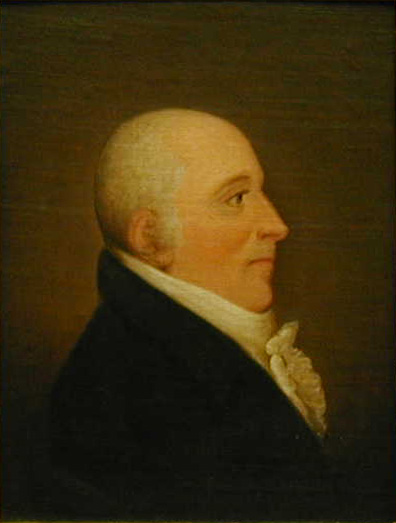
Tableau de Gerrit Schipper, collection du Musée régional de Vaudreuil-Soulanges.

Le musée est né à l'instigation de la Société historique de Vaudreuil-Soulanges qui souhaitait conserver une trace des modes de vie et des traditions des canadiens-français, et ainsi contrer la destruction du patrimoine québécois. Le musée s'installe d'abord dans une salle paroissiale à Notre-Dame-de-l'Île-Perrot et est inauguré le 29 août 1953.
Rapidement, les collections du musée s'enrichissent et forcent le musée à trouver un nouveau lieu d'accueil. En 1957, l'animateur radiophonique Guy Mauffette attire l'attention sur le collège Saint-Michel, bâtiment construit entre 1844 et 1847, abandonné depuis quelques années et menacé de démolition. Le collège est cédé au musée en 1959 et fait l'objet de travaux de restauration en 1964-1965. Le musée prend alors le nom de Musée historique de Vaudreuil. À l'instigation de Paul Gouin, l'ancien collège Saint-Michel est inscrit au répertoire du patrimoine culturel du Québec et comme lieu patrimonial du Canada en 1961.
L'augmentation du nombre de pièces, déjà à plus de 4 000 objets dans les années 1970, amène le musée à un rigoureux travail d'inventaire et de catalogage. À la même époque, des expositions temporaires sont présentées, notamment sur des peintres tels Albert Dumouchel, Stanley Cosgrove et Gilles Gauvreau. Administré par Lucien Thériault, le musée emprunte une voie de plus en plus professionnelle et muséale qui favorisera son agrandissement en 1979 pour doubler sa superficie.
Dans le souci de souligner la vocation initiale du musée et son rôle d'animateur et de  diffuseur du patrimoine de la région, le musée change de nom en 1980 pour devenir le Musée régional de Vaudreuil-Soulanges. Dans cette veine, des ateliers éducatifs sont mis sur pied pour initier les élèves de la région à l'histoire et à l'art.
Entre-temps, les collections du musée continuent de s'accroître. Elles seront reconnues d'intérêt national par le ministère des Affaires culturelles du Québec en 1990. Une partie de celles-ci peut être consulté sur le Réseau canadien d'information sur le patrimoine.
Le Musée régional de Vaudreuil-Soulanges occupe une superficie de 1 175 m2 et possède une collection permanente de plus 9 500 pièces.

## Architecture
L'ancien collège Saint-Michel, maintenant le Musée régional de Vaudreuil-Soulanges, est un bâtiment en pierre de plan rectangulaire réalisé entre 1844 et 1847. Il comprend deux étages coiffés d'un toit mansardé à quatre pentes couvert en bardeaux de cèdre. Il est jouxté d'une annexe bâtie en 1882, qui reprend en plus petit le volume du corps principal. Une remise à bois, située derrière et maintenant reliée au bâtiment principal par un couloir, complète l'ensemble qui témoigne de la vie dans les collèges au XIXe siècle.
Le bâtiment présente un intérêt architectural, caractéristique des édifices institutionnels érigés hors des grands centres au milieu du XIXe siècle. L'étage supérieur est traité en attique. Les fenêtres à battants et à petits carreaux du rez-de-chaussée sont dotées de meneaux cruciformes. Son toit mansardé à quatre pentes est percé de lucarnes à fronton en arc de cercle et est surmonté d'un clocheton. L'agrandissement de 1979 est l’œuvre de l'architecte André Marchand (1931-2012).

## Activités
Outre ses expositions temporaires et ses ateliers, le musée offre tout au long de l'année une série d'activités qui témoignent de la vitalité culturelle de la région.

## Galerie

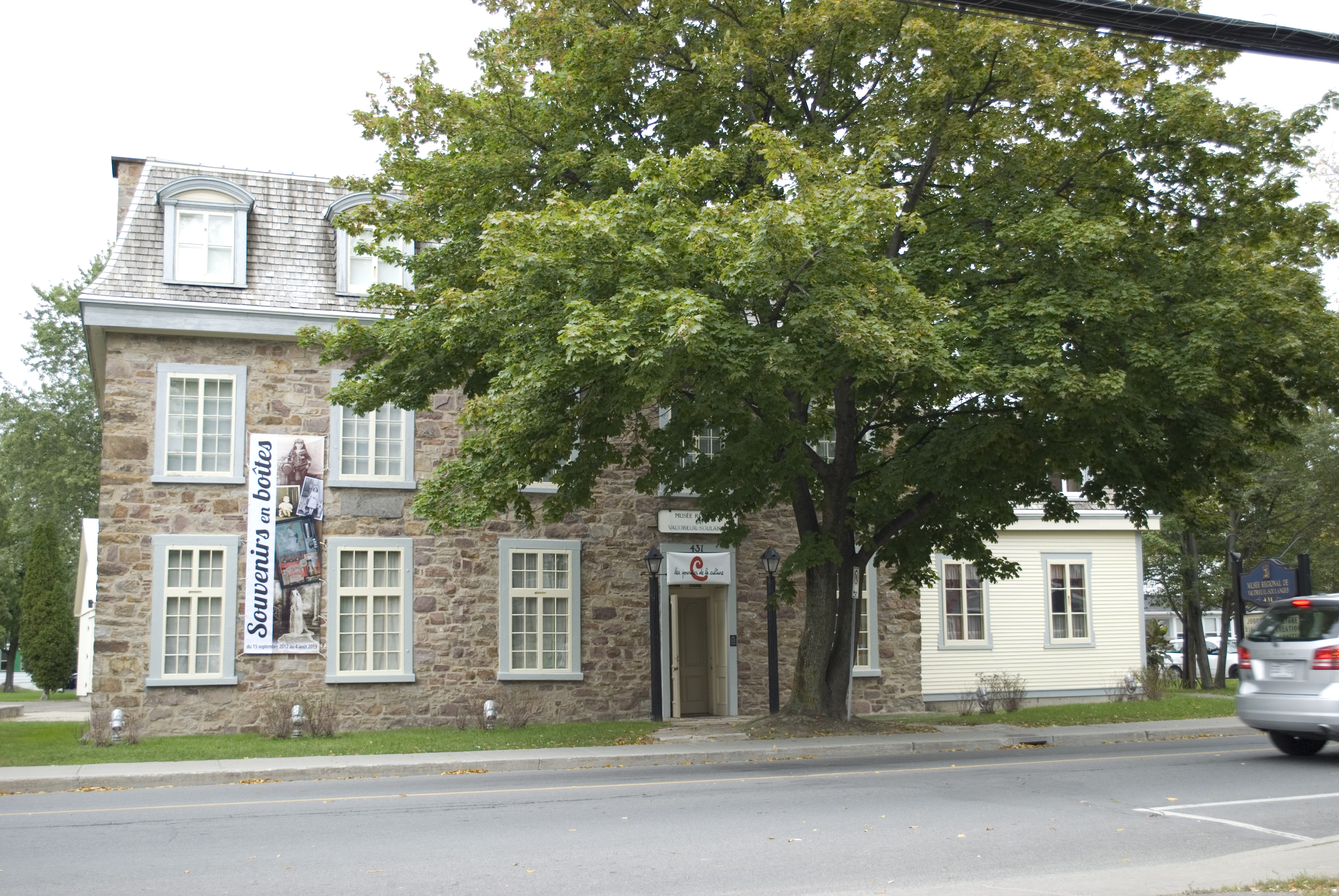
Façade du musée avec l'annexe de 1882 à droite.
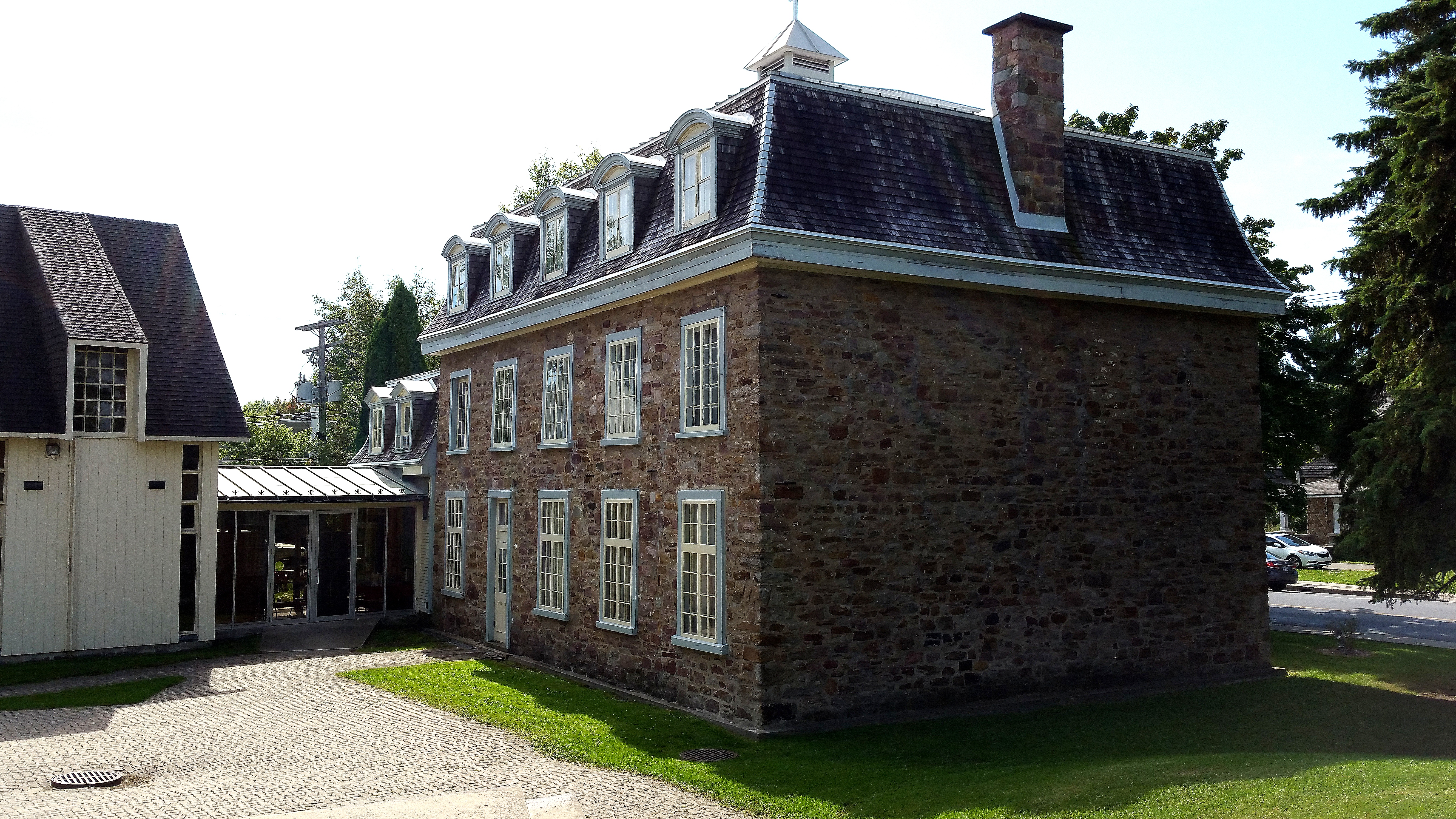
Arrière du bâtiment.
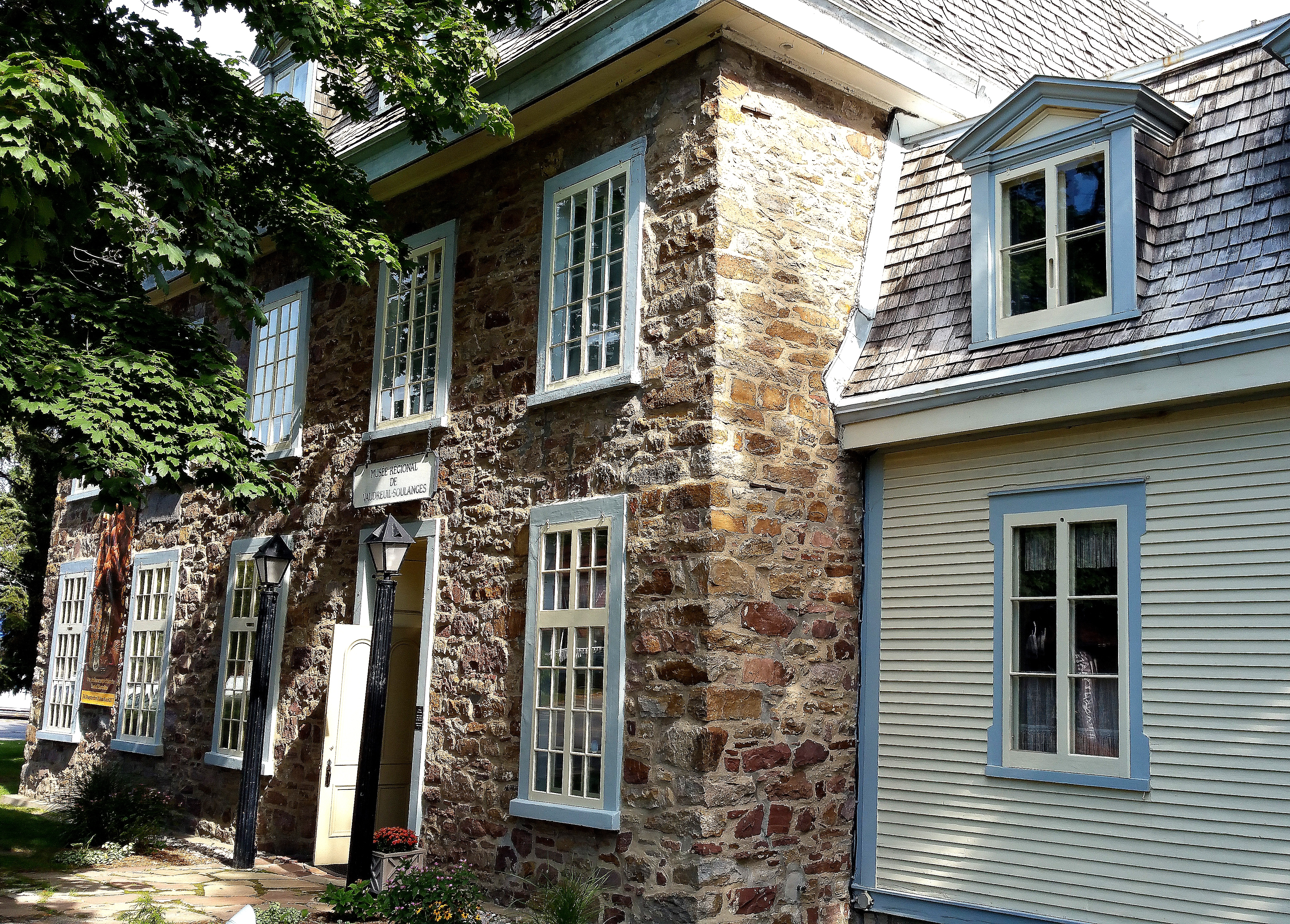
La façade et l'annexe.